# Keul Madang
Keulmadang (글, Keul, le texte ; 마당, madang, la cour) est une web-revue de littérature coréenne en langue française. 
Son titre, Keulmadang pourrait se traduire par "l’Agora du texte". Dans la maison traditionnelle, la cour (madang) occupe une place essentielle. On  vit, on fête, on se marie,  on y donne des spectacles de théâtre, on exécute le rite chamanique...
Le but de la revue est de favoriser la découverte et la diffusion des œuvres et des auteurs de la littérature coréenne et en premier lieu, de la littérature coréenne contemporaine. La revue édite régulièrement des dossiers sur les auteurs et sur les œuvres, des comptes-rendus d’entretiens et de rencontres littéraires prioritairement pour les écrivains déjà publiés en langue française.
Depuis octobre 2014, le site de la revue s'est doté d'un Centre de ressources littéraires comprenant fiches sur les livres et sur les auteurs.

## Les auteurs
Ils sont scientifiques ou voyageurs, écrivains coréens donnant à voir un texte de création, auteurs français donnant un texte en lien avec la culture coréenne ou la Corée. Des textes de fiction ou des textes critiques d’ouvrages en langue française, des interviewes. Enfin, aussi, des textes d’étudiants en coréanologie, travaux dans le cadre des enseignements, récits de voyages, articles, compte-rendu d'expériences...

## Histoire
Créée en 2009 par l’association France-Corée d’Aix-en-Provence, qui offrait déjà un enseignement de la culture coréenne, et par des universitaires français et coréens, spécialistes de littérature, de linguistique française, d’enseignement de la langue et de la civilisation de la Corée,  Keulmadang a été créée pour répondre au besoin de faire connaitre, de faire apprécier la littérature coréenne et de proposer un support et un corpus utilisables par les étudiants et les enseignants des cursus précités.

## Parti-pris
Keulmadang est une revue spécialisée traitant de la littérature coréenne. Elle se donne pour mission de promouvoir les écrivains et de rendre compte de leurs œuvres. À l’instar de la musique et du cinéma, portés par la Vague coréenne (Hallyu), la littérature coréenne touche un public de plus en plus large. En outre, elle se forge une notoriété durable en gagnant la reconnaissance de ses pairs, écrivains ou critiques, notamment au sein du lectorat francophone ,,. Dans chaque numéro de la revue Keulmadang, les derniers ouvrages traduits et publiés sont référencés dans les différentes rubriques (romans, poésie…).
La littérature coréenne se distingue fortement des littératures voisines, celles du Japon ou de la Chine, à cause de l’histoire particulière de ce pays. Même si à divers titres, elle partage une communauté de destin avec ses deux grands et puissants voisins, la singularité de son histoire  et son rapport à l’environnement en font une littérature spécifique et incomparable. En proposant des textes contemporains, Keulmadang participe à la connaissance de l’histoire singulière de la Corée et son influence sur sa littérature.
Le destin de la Corée est un destin tragique, puisque après son ouverture forcée à l’Occident, elle sera occupée 35 ans par les Japonais. Par la suite, elle subira une guerre entre nord et sud pendant 3 ans, puis à partir des années 60 elle devra subir 30 ans de dictature militaire. La littérature, souvent en décalage avec l’histoire du pays, illustrera tant bien que mal, la réalité des rapports sociaux présents à chaque époque . L’auteur Jo Jong-nae, au travers d’une œuvre puissante et abondante (une cinquantaine de volumes couvrant presque 100 ans d’histoire) aborde les différentes périodes de cette histoire sinistrée.
Paradoxalement, c’est sous la dictature que la Corée va connaître son plus grand développement jusqu’à devenir aujourd’hui la 10e puissance mondiale. En quelque 40 ans, le pays est passé d’une grande pauvreté au pays moderne, entrainant de profonds bouleversements sociaux, tels que nous pouvons les lire dans l’œuvre de Hwang Sok-yong par exemple.
S’ajoutent à cela trois éléments :
- l’influence culturelle de la Chine, jusqu’à la fin du XIXe siècle
- une pensée syncrétique, qui fait dialoguer rationalité occidentale et les fondements de la pensée orientale.
- une  grande capacité à ressortir plus forte de toutes les épreuves subies.

La littérature coréenne est en pleine vigueur, soutenue historiquement par la presse quotidienne et par des fondations publiques ou privées, et depuis peu par des associations culturelles francophones, traitant du cinéma, de l’apprentissage de la langue, de relations d’amitiés, etc,...
Cette littérature est aussi le reflet d’un pays devenu en peu de temps un pays moderne et qui se confronte aujourd’hui aux questions soulevées par cette modernisation et par la mondialisation. Pour exemple, l’œuvre d’un auteur comme Hwang Sok-yong accompagne la réflexion critique sur le projet politique du pays en puisant dans les ressorts de l’écriture réaliste l’affirmation de son engagement. La littérature contemporaine se tourne désormais vers d’autres registres esthétiques.
Keulmadang a consacré à Yi In-seong, considéré comme un  véritable innovateur en matière d’écriture, deux dossiers pour tenter de situer cet auteur dans le panorama des nouvelles approches esthétiques. La montée en puissance des valeurs à caractère universel, comme l’individualisme ou l’urbanisation rapide et la dé-construction des liens sociaux traditionnels sont des voies explorées par les auteurs, de la jeune génération notamment. On trouve dans l’œuvre de Eun Hee-kyung un bel exemple de la recomposition de ces liens, notamment dans le rapport entre les hommes et les femmes ,.
L’émergence d’une écriture à la première personne du singulier est un fait nouveau tout comme le recours à la vision fantastique ou à la recomposition familiale,. La question du renouvellement des formes esthétiques est posée, avec les nouvelles thématiques abordées par les auteurs coréens, tels que Kim Yeonsu, Pyun Hye-young ou encore Han You-joo. La revue Keulmadang propose, sous forme de dossiers ou d'interviews, de donner de la place à ces écritures singulières,.

## Grille
Chaque quinzaine, Keulmadang recense les romans, livres de poésie, de théâtre, de philosophie et de sciences humaines coréens  publiés en langue française ou bien traduits du coréen en français. 
Chaque mois, un dossier présente un auteur et son  œuvre ou son dernier livre paru. Le dossier occupe une part importante de la revue. Il présente l’auteur, une interview, une recension de son livre, des extraits de son œuvre.
- La rubrique Aesthetica est centrée sur la production littéraire autour du cinéma et de la peinture.
- La rubrique Fiction reprend les différentes publications dans le domaine du roman, du théâtre ou de la nouvelle.
- La rubrique Jeunesse inaugure les contes pour enfants, les romans pour jeune public sans oublier la littérature graphique: le Manhwa (manga coréen).
- La rubrique Essais consacre la critique littéraire et les sciences humaines.
- La rubrique Poésie.
- La rubrique Événements annonce les rendez-vous avec la littérature et la culture coréennes, rencontres d’auteurs, conférences…
- La rubrique Atelier publie des travaux d'étudiants réalisés dans le cadre des études coréennes des universités.
- La rubrique Galerie propose  photos et vidéos des différentes manifestations littéraires organisées par Keulmadang.

## Dossiers déjà parus
- 32 numéros parus à ce jour (mai 2015)
- 5 numéros en édition papier (mars 2022)
- Eun Hee-kyung, Les Boîtes de ma femme (revue N°3).
- Yi In-seong, Saisons d’exil (revue N°4).
- Yi In-seong, Interdit de folie (revue N°5).
- Shin Kyong-suk, La chambre solitaire (revue N°5).
- Lee Seung-u, Écrits de l’intérieur (revue N°6).
- La pensée coréenne, (revue N°8).
- La pensée coréenne, (revue N°9).
- Hwang Sok-yong, (revue N°10).
- Shin Kyung-sook, (revue N°11).
- Yi Mun-yol, (revue N°12).
- Jo Jong-nae, (revue N°13).